# Semaine des As 2011
Navigation
Villeurbanne 2010 Roanne 2012
La IXe édition de la Semaine des As de basket-ball s'est déroulée du 10 au 13 février 2011 au Palais des sports de Pau.

## Contexte
Hormis l'équipe de Pau-Lacq-Orthez qualifiée d'office en tant que club organisateur de l'évènement, la Chorale de Roanne est la première équipe à se qualifier pour la compétition. Elle obtient cette place lors de la 12e journée. Lors de la journée suivante, les victoires des clubs de Cholet Basket et Nancy leur assurent leur qualification. Malgré une défaite 61-70, l'Élan sportif chalonnais est également qualifié. C'est ensuite au tour de Gravelines de gagner sa place lors de la 14e journée.
Il reste donc deux places qualificatives à prendre lors de la dernière journée aller de la phase régulière (15e journée). Ces deux places se jouent alors entre Lyon-Villeurbanne, Le Havre, Strasbourg, Hyères-Toulon et Orléans. Lyon-Villeurbanne (malgré sa défaite) et Hyères-Toulon (à la suite de sa victoire sur Orléans) sont les derniers qualifiés pour la compétition. À noter que Pau-Lacq-Orthez s'est aussi qualifié sportivement.

## Résumé

### Qualifications
À l'issue de la quinzième journée de championnat de Pro A, les huit premières équipes (ou les sept premières équipes + le club organisateur) sont qualifiées pour la compétition. Les 8 équipes sont alors reversées dans deux chapeaux (Un chapeau pour les équipes classés de 1 à 4 et un deuxième chapeau pour les équipes classées de 5 à 8) pour le tirage au sort des rencontres. Le tirage au sort a lieu le samedi 29 janvier 2011 (16e journée) lors de la mi-temps de la rencontre Cholet Basket - BCM Gravelines Dunkerque. Il est effectué par l'ancien joueur Ron Anderson.

#### Équipes qualifiées
Classement des huit premières équipes de Pro A à l'issue de la 15e journée de la saison 2010-11